# Mepal
Mepal är en ort och civil parish i Storbritannien.   Den ligger i distriktet East Cambridgeshire, grevskapet Cambridgeshire och riksdelen England, i den sydöstra delen av landet, 100 km norr om huvudstaden London. Mepal ligger 8 meter över havet och antalet invånare är 982.
Terrängen runt Mepal är mycket platt. Runt Mepal är det ganska tätbefolkat, med 120 invånare per kvadratkilometer. Närmaste större samhälle är Chatteris, 7,2 km nordväst om Mepal. Trakten runt Mepal består till största delen av jordbruksmark.